# Dante Delgado

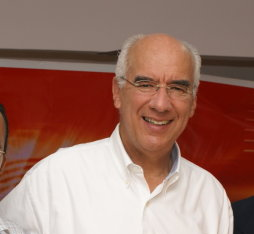
Dante Delgado

Dante Delgado Rannauro (Alvarado, 23 december 1950) is een Mexicaans politicus van de partij Movimiento Ciudadano.
Delgado studeerde rechten en economie en sloot zich aan bij de Institutioneel Revolutionaire Partij (PRI), waarvoor hij in 1988 tot gouverneur van zijn thuisstaat Veracruz werd benoemd, na het aftreden van Fernando Gutiérrez Barrios. Van 1993 tot 1994 was Delgado ambassadeur van Mexico in Italië. In 1994 werd hij beschuldigd van verduistering van overheidsgeld. Na ruim een jaar gevangen te hebben gezeten werd hij in 1998 vrijgesproken.
In 1997 stapte hij uit de PRI en richtte de nieuwe partij Convergentie op, waarvan hij tot 2006 voorzitter was. In 2006 werd hij gekozen tot senator. Binnen zijn eigen partij lag Delgado onder vuur omdat hij partijgeld voor privédoeleinden zou hebben aangewend. In 2011 veranderde Convergentie in Partij van de Burgerbeweging en koos Delgado opnieuw tot voorzitter, ditmaal voor de periode 2012-2018.
In 2018 werd hij voor de tweede maal gekozen tot senator.